# Thiokyanatomanganatany
Thiokyanatomanganatany (zastarale též rhodanomanganatany) jsou komplexní sloučeniny manganu v oxidačním stavu Mn2+, které tvoří anion [Mn(SCN)6]4−.

## Fyzikálně-chemické vlastnosti

Oktaedr

Thiokyanatomanganatany se řadí k stabilnějším komplexům manganu. Snadno se připravují a jsou stabilní na vzduchu. Komplex thiokyanatomanganatanový má v koncentrovaném roztoku zelenou barvu a ve zředěném růžovou barvu. Základ těchto komplexů je thiokyanatan manganatý Mn(SCN)2.
komplexy s anionem [Mn(SCN)6]4− krystalují v oktaedrické soustavě a uspořádání elektronů manganu je vysokospinové díky rhadanidovým anionům.

## Příprava
Thiokyanatan manganatý, od nějž jsou tyto komplexy odvozeny, se připravuje rozpouštěním uhličitanu manganatého ve volné kyselině thiokyanaté.
MnCO3 + 2 HSCN → Mn(SCN)2 + H2O + CO2
Samotné komplexy se získají přidáním alkalického thiokyanatanu k roztoku rhodanidu manganatého.
4 MISCN + Mn(SCN)2 → M4I[Mn(SCN)6]

## Sloučeniny

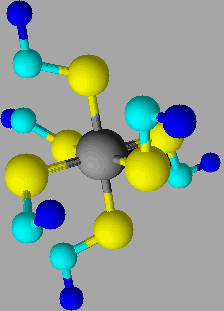
Hexarhodanomanganatanový anion

Thiokyanatomanganatany jsou sice stabilní, ale nemají žádné praktické využití, a proto se s nimi běžný člověk nesetká. Všechny tyto sloučeniny mají v koncentrovaném roztoku zelenou barvu, při zředění růžovou barvu a jsou dobře rozpustné ve vodě. Krystalují nejčastěji čtyřmi molekulami hydratované vody.